# Bukit Peranginan
Bukit Peranginan is een bestuurslaag in het regentschap Sarolangun van de provincie Jambi, Indonesië. Bukit Peranginan telt 1586 inwoners (volkstelling 2010).